# アングラー (潜水艦)
アングラー (USS Angler, SS/SSK/AGSS/IXSS-240) は、アメリカ海軍の潜水艦。ガトー級潜水艦の1隻。艦名はアンコウ科の総称に因む。

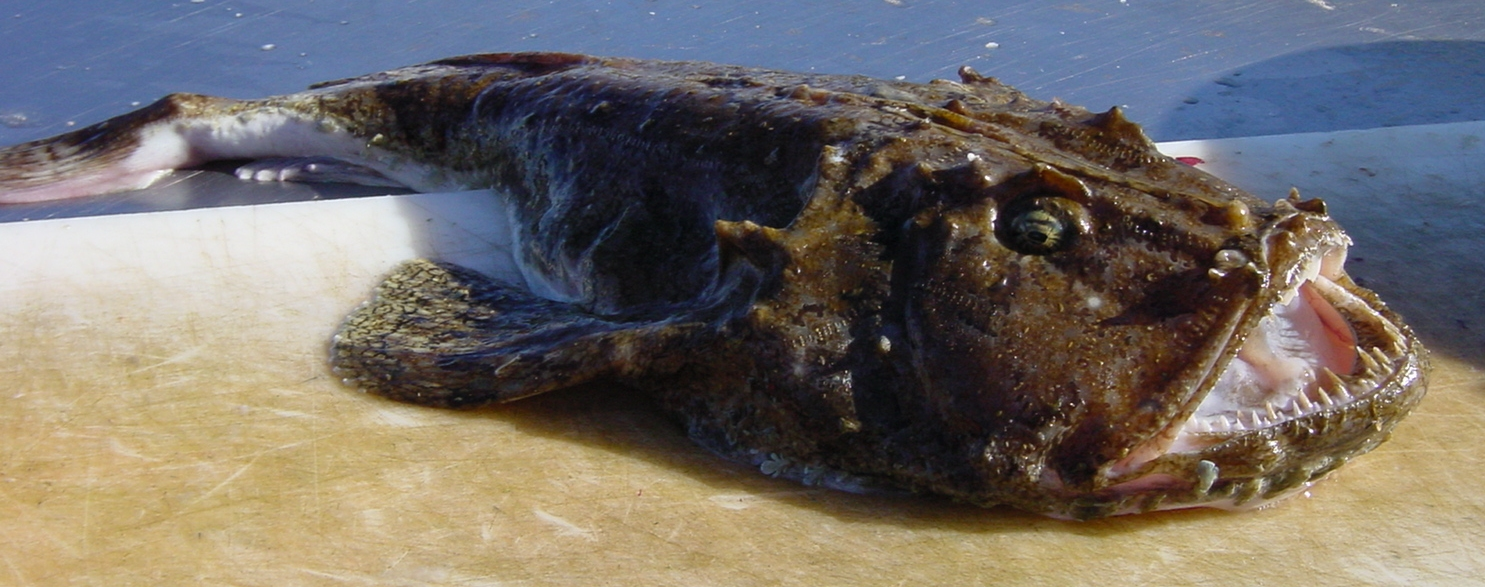
ニシアンコウ（Anglerfish）

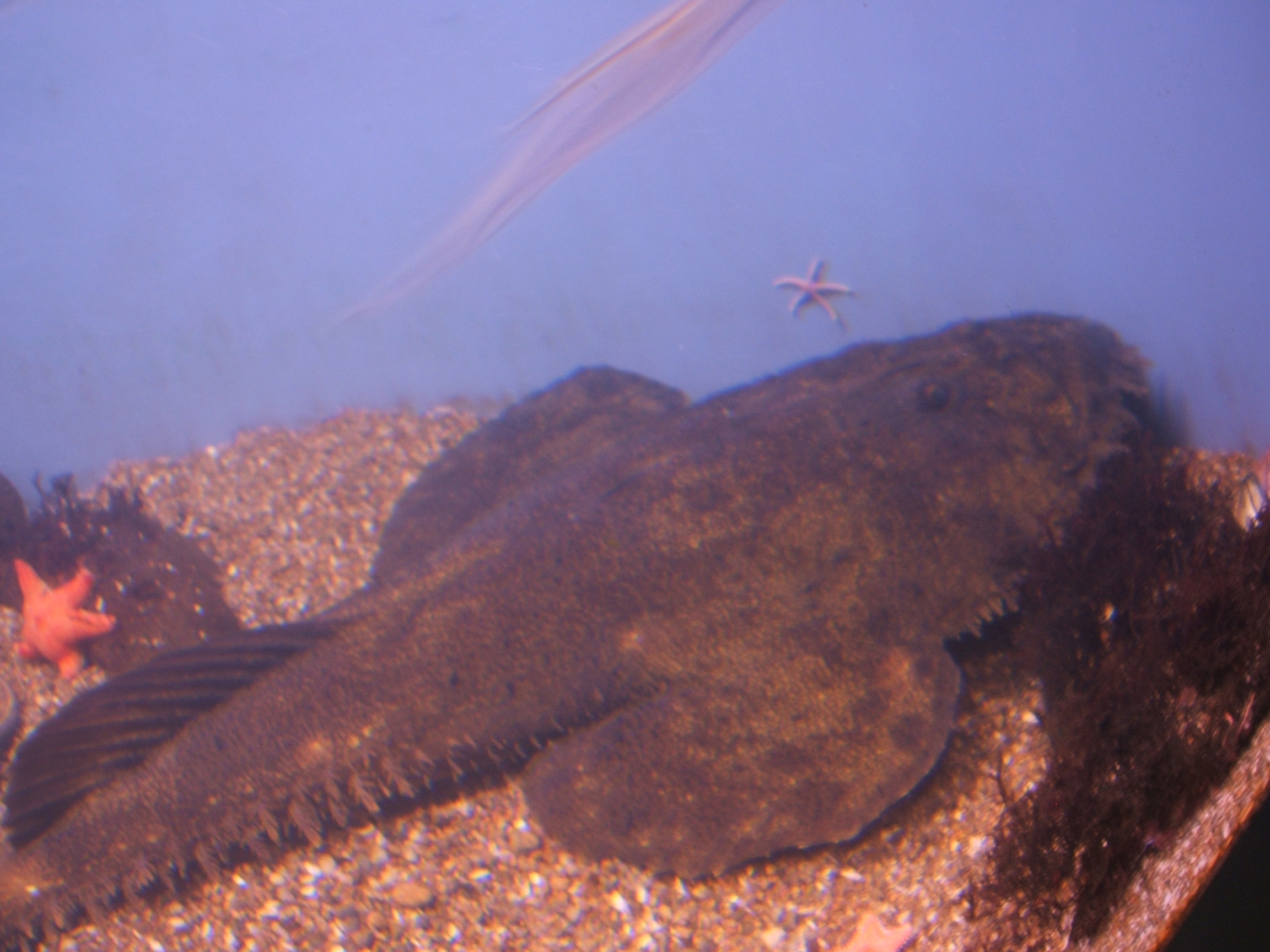
アメリカアンコウ（American angler）

## 艦歴
「アングラー」は1942年11月9日にコネチカット州グロトンのエレクトリック・ボート社で起工する。1943年7月4日に下院議員パトリック・H・ドゥウェリーの夫人によって進水し、10月1日にロバート・I・オルセン少佐（アナポリス1933年組）の指揮の下コネチカット州ニューロンドンで就役する。
整調訓練はニューロンドン、ロードアイランド州ニューポートの海域で行われ、30本のMk14型魚雷と6本のMk18型電池魚雷の発射テストのほか、機雷の敷設演習も行われた。フロリダ州キーウェストに向けて航海し、11月21日に到着後、1週間にわたって艦隊音響学校で訓練を受け27日に真珠湾へ向けて回航された。ココ・ソロ、バルボアを経て12月19日に真珠湾に到着後、24日まで最終訓練を行った。

### 第1、第2の哨戒 1944年1月 - 4月
1944年1月10日、「アングラー」は最初の哨戒でマリアナ諸島に向かった。1月27日、北緯23度58分 東経145度50分 / 北緯23.967度 東経145.833度の地点でサンパンを発見し、砲撃で撃沈。15歳の少年を捕虜として収容し、少年の話から、このサンパンは室戸の漁船であり、13名が乗り組んでそのうちの1人が少年の父親であることが判明した。2日後の1月29日未明、北緯27度03分 東経142度27分 / 北緯27.050度 東経142.450度の地点で4隻の輸送船団を発見し、魚雷を3本発射して2本を大型タンカーに命中させて撃沈したと報じる。続く二度目の攻撃では魚雷を6本発射し、1本が中型輸送船に命中したように思えた。三度目の攻撃では魚雷を3本発射し、この攻撃では中型タンカーに2本が命中して撃沈したと判断された。「アングラー」はタンカー2隻を撃沈、輸送船1隻を撃破したと報告。実際には特設捕獲網艇「珠江丸」（三光汽船、890トン）を撃沈した。その後、静粛航行の妨げになる不具合が明らかになったので哨戒を打ち切った。2月4日、25日間の行動を終えてミッドウェー島に帰投し、修理を行った。
2月15日、2回目の哨戒でミンダナオ海およびスールー海方面に向かった。フィリピンに近づきつつあった時、南西太平洋方面総司令官ダグラス・マッカーサー大将が「日本軍がパナイ島で民間人を虐殺していた」ことを知り、パナイ島から生き残った民間人を助ける作戦を検討した。その作戦に「アングラー」が起用されることとなった。「アングラー」はスリガオ海峡、ミンダナオ海と通過。3月19日未明、北緯08度13分 東経122度27分 / 北緯8.217度 東経122.450度の地点でレーダーにより目標を探知し、浮上攻撃で魚雷を4本発射したが命中しなかった。3月20日夕刻、パナイ島の会合点に接近して虐殺から逃れて生き残った老若男女58名を救助した。作戦自体は成功裏に終わったものの、その後が大変だった。難民を収容するのに、魚雷発射管室の一角を提供し、食事は乗組員向けのものを一部難民に回したため、乗組員の食事は1日2回と減った。フリーマントルに近づくにしたがって乗組員も難民も不快感が増し、オルセン艦長に至っては「真水タンクが汚染されたかも知れない」と信じ込む始末となった。4月1日にダーウィンに寄港。4月9日、53日間の行動を終えてフリーマントルに帰投。帰投後、真水タンクを綺麗にするよう整備員に要求した。

### 第3、第4の哨戒 1944年5月 - 8月
5月3日、「アングラー」は3回目の哨戒でジャワ海に向かった。この方面では、当時この方面にいた空母サラトガ (USS Saratoga, CV-3) とイギリス空母イラストリアス (HMS Illustrious, R87) の搭載機がスラバヤを空襲する（トランサム作戦）予定だったので、攻撃を支援する8隻の潜水艦の1隻に「アングラー」も選ばれ、搭乗員救助と脱出艦船に対する攻撃を命じられていた。5月17日に行われたスラバヤ空襲の後、スンダ海峡とロンボク海峡が交差する海域で哨戒していた「アングラー」は、5月20日夕刻に北緯05度57分 東経105度12分 / 北緯5.950度 東経105.200度のスマトラ島スマンカ湾沖で、護衛艦を従えた特設運送船「大鳥丸」（大阪商船、2,105トン）を発見し、魚雷を4本発射。1本が命中して航行不能に陥らせ、これを見てさらに魚雷を3本発射し、これは命中しなかったものの、やがて「大鳥丸」は沈没していった。反撃も受けたが大したことはなかった。
しかし、翌日になって大問題が発生した。吐き気をもよおす乗組員が続出し、その割合が全乗組員中4分の3に達したのである。「アングラー」はフリーマントルの司令部に緊急報告を行い、急遽帰投することとなった。その間にも乗組員の健康状態は悪くなる一方で改善する気配がなかった。オルセンは5月22日の艦長日誌に「乗組員は上級幹部も水兵も問わず、健康状態を維持しているのが難しい」、「食器洗浄や料理を作る際の特別な訓練を行う」と書き、翌日の日誌には「我々には、健康状態を維持できる強壮な男がいない」と記した。思わぬアクシデントに際悩まされている「アングラー」を助けるため、フラッシャー (USS Flasher, SS-249) とクレヴァル (USS Crevalle, SS-291)、水上機母艦チャイルズ (USS Childs, AVD-1) が派遣され、「クレヴァル」は医師を「アングラー」に派遣し、容態の芳しくない乗組員を収容した。5月29日、「アングラー」は27日間の行動を終えてフリーマントルに帰投。ただちに徹底的な調査が実施され、アクシデントの原因は四塩化炭素によるものと結論付けた。四塩化炭素の使用はこの頃には実質禁止されていたが、2回目の哨戒の際に不快の元凶として槍玉に挙げられた真水タンクの洗浄に、この四塩化炭素が使用されたのであった。そして、タンク内の四塩化炭素が十分に除去されないまま、3回目の哨戒に出てしまったものと判断された。また、6月9日付で艦長がフランクリン・G・ヘス少佐（アナポリス1935年組）に代わった。
6月23日、「アングラー」は4回目の哨戒で南シナ海に向かった。翌6月24日、エクスマウス湾で給油を行うべく操縦していたところ、海図にない暗礁に接触したため、一度フリーマントルに引き返し、損傷した右舷側のスクリューを交換した上6月29日に再出撃した。哨戒海域では「フラッシャー」「クレヴァル」とともにウルフパックを構成し、南シナ海の中央あたりからルソン島西岸海域を所定の哨戒海域とした。7月25日午後、「アングラー」らのウルフパックは北上してきたヒ68船団を発見し、数日間執拗に攻め立てた。午後の攻撃では「クレヴァル」が2隻の陸軍輸送船、「安芸丸」（日本郵船、11,409トン）と「東山丸」（大阪商船、8,666トン）に対して魚雷を発射したが、両船とも回避した。ヒ68船団は全速力で北上を続けたが、翌7月26日3時14分頃、「フラッシャー」からの魚雷が「安芸丸」「東山丸」および2TMタンカー「大鳥山丸」（三井船舶、5,280トン）に命中して「大鳥山丸」は沈没、「安芸丸」および「東山丸」は航行不能の被害を受ける。「アングラー」の攻撃の番となり、20ミリ機銃に人員を配して浮上攻撃を敢行する。5時ごろ、北緯18度30分 東経117度57分 / 北緯18.500度 東経117.950度の地点で特設運送艦「聖川丸」（川崎汽船、6,862トン）に対して艦首発射管から魚雷を6本、艦尾発射管から魚雷を4本発射。魚雷は「聖川丸」の一番船倉に命中して船首部が浸水する。「聖川丸」は一時は最大速力が7ノットしか出なかったが、やがて11ノットまで回復して海防艦「平戸」の護衛により高雄に入港した。ウルフパック全体では、6隻36,000トンの損害を与えた。8月23日、「アングラー」は54日間の行動を終えてフリーマントルに帰投した。

### 第5、第6、第7の哨戒 1944年9月 - 1945年8月
9月18日、「アングラー」は5回目の哨戒でブルーギル (USS Bluegill, SS-242) とともにパラワン水道、スールー海およびマニラ近海方面に向かった。10月14日朝、「アングラー」は北緯11度53分 東経121度39分 / 北緯11.883度 東経121.650度のタブラス海峡で2隻の護衛艦を配する3隻の輸送船を発見。魚雷を4本発射し、2本が7,500トン級輸送船に命中して撃沈できなかったと判断される。実際には輸送船「南嶺丸」（東亜海運、2,400トン）を撃沈した。10月16日には病院船を発見し、10月19日には「ブルーギル」から船団攻撃の報告を受ける。10月22日1時45分、アングラーの見張り員は男の叫び声を聞いた。声の主を見つける試みは成功しなかったが、夜明けとともに「最も気味悪いものの、辛うじて想像可能な光景の一つ」を見ることとなった。周囲の海面は、生死不明の日本軍兵士で埋め尽くされていた。「アングラー」はボートを出して夕方まで収容作業にあたり、生存していた兵士は26人に達した。「アングラー」ではこの26人の兵士を尋問し、誰が上級士官かを尋ねた。そして、階級の高い順に島津正義中尉、藤セイ軍曹、西川トヨナガ軍曹の3人が情報提供者としてアメリカ軍に協力する旨宣誓し、残りの兵士は80マイル離れたところで水と食料、海図を与えて解放した。10月23日19時15分、「アングラー」はパラワン島の北端沖でギターロ (USS Guitarro, SS-363) とともに日本艦隊の動静を監視していたところ、栗田健男中将率いる日本艦隊を探知。翌10月24日2時40分ごろまで追跡し、司令部に報告した。「アングラー」はこの時重要な輸送船団に接触しつつあったものの、より重要な栗田艦隊を追跡すべく、好餌を敢えて捨てて作戦に寄与することとなった。10月31日朝、北緯12度52分 東経120度35分 / 北緯12.867度 東経120.583度の地点で2隻の2,000トンないし2,500トン級輸送船を発見し、魚雷を4本発射したが命中しなかった。11月1日にはハードヘッド (USS Hardhead, SS-365) と会合し、少し前に同艦が救助した戦闘機パイロットのフレッド・E・バクティス中佐を引き取った。11月2日にはシブツ海峡を南下中にクジラと接触してスクリューを損傷した。11月9日、50日間の行動を終えてフリーマントル帰投した。
12月4日、6回目の哨戒で南シナ海に向かった。その途中の12月15日未明、「損傷したバーゴール (USS Bergall, SS-320) の救援をせよ」との命令を受けた。「バーゴール」は12月13日にインドシナ半島サンジャック沖で、重巡洋艦「妙高」を浮上したまま雷撃し損傷を与えたものの、直後に「妙高」自身が主砲と高角砲で反撃し、そのうちの主砲弾が前部魚雷発射管室を左から右へ貫通し、不発弾だったものの船殻を破られたため潜航不能状態に陥っていたのである。命令を受けた「アングラー」はカリマタ海峡を通過し、昼前に南緯00度36分 東経107度23分 / 南緯0.600度 東経107.383度の地点で「バーゴール」と会合して、浮上状態のままオーストラリアまで護衛することにした。「バーゴール」の乗組員は「アングラー」に移されたが、艦長のジョン・M・ハイド（アナポリス1934年組）は責任者として他の主要幹部とともに艦に残った。「アングラー」には予め、「状況が困難な場合は『バーゴール』乗員を完全に移乗させた上で、自沈処分してもよろしい」という命令も与えられており、実際に処分のための魚雷もセットされていたが、奇跡的にそのような切羽詰った状況にならず。結局、日本がいまだ制海権を保持していた水域を無事通過し、12月20日にエクスマウス湾に到着し「バーゴール」と別れた。12月21日から哨戒を再開した後、1945年2月6日にサイパン島に寄港。2月15日、「アングラー」は72日間の行動を終えて真珠湾に帰投。2月24日に本土に帰還し、サンフランシスコのベスレヘム・スチールでオーバーホールの後、真珠湾に回航された。オーバーホールの間に、艦長がH・ビセル・ジュニア少佐（アナポリス卒業年次不明）に代わった。
6月12日、7回目の哨戒でモレイ (USS Moray, SS-300)、シーポーチャー (USS Sea Poacher, SS-406) およびソーンバック (USS Thornback, SS-418) とともにウルフパックを構成し、日本近海に向かった。6月27日にサイパン島に寄港して補給の後、哨区に到着。この頃になると日本の艦船で動けるのは石炭焚きか小さな船しかおらず、目ぼしい大型船は数える程度の状態であった。動けた艦船も、機雷によりほとんど身動きが取れない状況であり、外海で船舶を見ることはまれであった。「アングラー」のこの哨戒での活動も、3度にわたる対地攻撃が主となった感があった。7月25日朝、北緯38度32分 東経141度37分 / 北緯38.533度 東経141.617度の地点で小型輸送船を発見し、魚雷を3本発射したが命中せず、これが唯一の艦船攻撃だった。7月26日、金華山灯台沖に出現し、およそ3キロ離れた海上から5インチ砲で攻撃。灯台の他密集した建物や放送塔を目標に25発発射したが、視界を遮られて与えた損害を確認することはできなかった。次いで7月31日夕刻、苫小牧沖に出現し、霧がかかっていたものの王子製紙苫小牧工場を攻撃。50発もの大量の弾丸を撃ち込み、うち少なくとも20発が事務所や調査室、火力発電所、製品倉庫などを破壊し、電線が損傷を受けたため工場の操業は停止してしまった。翌8月1日、「シー・ポーチャー」「ソーンバック」らとともに様似周辺の漁船や陸上の艇庫、建物などに対して5インチ砲弾23発、40ミリ機関砲弾320発、20ミリ機銃弾300発を撃ちこみ、この攻撃で鵜苫国民学校が被弾して桜田章賢校長が破壊された建物の下敷きになって殉職した。8月9日、「アングラー」は56日間の行動を終えてミッドウェー島に帰投した。

### 戦後
「アングラー」はミッドウェー島で終戦を迎え、8月26日に真珠湾に向けて出発。9月14日にパナマ運河を経て9月20日にはニューオーリンズに寄港。1ヶ月滞在の後フロリダ州ジャクソンビルに向けて出発。11月2日に搭載魚雷を降ろして11月6日にニューロンドンに帰還した。その後不活性化工事のため、1946年2月にはポーツマス海軍造船所に回航され、工事完了後4月21日ニューロンドンに戻り、翌年2月12日退役した。
1951年4月2日、再就役してカリブ海での訓練に従事する。一連の任務を終えてニューロンドンに回航され、1952年10月に再び予備役に編入、オーバーホールのためグロトンのジェネラル・ダイナミクス（エレクトリック・ボートの後身）のヤードに入渠することとなり、1953年2月には対潜潜水艦（SSK-240）に分類された。
1953年9月、オーバーホールが終えて大西洋艦隊で再就役。1953年11月から1954年3月にかけてはカリブ海や西インド諸島での訓練活動を中心に行動し、ニューロンドンへ戻ったあと、続く2年の間に東海岸や大西洋、西インド諸島方面での艦隊演習に参加する。1956年1月から4月までポーツマス海軍造船所でオーバーホールに入り、オーバーホール後は再び西インド諸島と東海岸で訓練のため行動した。10月からは練習航海で北ヨーロッパを訪問し、イギリスのいくつかの港に寄港して12月にニューロンドンに帰還した。
1957年も9月までの間は東海岸での訓練に従事し、9月27日にNATO演習に参加するためヨーロッパに向かう。演習に参加ののち、フランスのディエップとイギリスのポートランド島を訪問してニューロンドンに帰還した。11月にはバミューダ諸島近海で演習を行い、1957年の行動の締めくくりとした。
1958年2月24日から3月28日までの間、西インド諸島とカリブ海で行われた「スプリングボード」演習に参加し、11月3日には再びオーバーホールのためポーツマス海軍造船所に戻り、オーバーホールは1959年3月に終わった。その前後、引き続いて東海岸やニューロンドンでの練習艦任務に就き、1960年には分類変更で潜水艦（SS-240）に戻った。
1962年10月24日、第6艦隊に配属され、地中海沿岸のスペイン、フランス、イタリア、ギリシャを訪問した。1963年2月6日にニューロンドンに帰還後はニューロンドンでの練習艦任務に戻り、この1963年の類別変更により実験潜水艦（AGSS-240）に分類される。その後はカリブ海、西インド諸島、東海岸においてアナポリスを初めとする各種学校の生徒や、予備役兵のための活動を続けた。
1968年4月1日再び退役し、ペンシルベニア州フィラデルフィアで予備役訓練艦として使用された。1971年6月30日に非類別潜水艦（IXSS-240）に分類ののち12月15日除籍され、1974年2月1日ニューヨークのユニオン・ミネラル・アンド・アロイ社に売却された。同年3月4日、スクラップとして解体され30年に及ぶ艦歴を終えた。
「アングラー」は第二次世界大戦の戦功で6個の従軍星章を受章した。